# Bayo Ohu
Ogunbayo Ayanlola Ohu (18 juni 1964 – Lagos, 20 september 2009), beter bekend als Bayo Ohu, was een Nigeriaanse journalist. Hij werkte als assistent-redacteur van The Guardian, een onafhankelijk dagblad dat wordt uitgegeven in Nigeria.
Ohu raakte op zondag 20 september 2009 dodelijk gewond na een schietpartij in zijn huis in Lagos, toen hij zich voorbereidde op een kerkdienst. Volgens ooggetuigen is Ohy door vijf mensen aangevallen. De aanvallers namen zijn laptop en mobiele telefoon mee. Hoewel aanvankelijk werd verondersteld dat er sprake was van een overval, werd de functie van Ohu als politiek journalist eveneens met de moord in verband gebracht. Koïchiro Matsuura, destijds de directeur-generaal van de internationale organisatie UNESCO, koppelde Ohu's werk als journalist aan de schietpartij en veroordeelde de moord als volgt: 

Vrijheid van meningsuiting is een fundamenteel mensenrecht, en de persvrijheid, die hieruit voortvloeit, is essentieel voor democratie en rechtsstaat. Derhalve vertrouw ik erop dat de autoriteiten, in het belang van de gehele Nigeriaanse samenleving, alles in het werk zullen stellen om de schuldigen van deze misdaad te berechten.

Freedom of expression is a basic human right and its corollary, press freedom, is essential for democracy and rule of law. Therefore, I trust that the authorities, in the interest of the whole of Nigerian society, will do all they can to bring the culprits of this crime to justice.
— Koïchiro Matsuura (2009)

 Nadat de aanvallers waren vertrokken, brachten de buren Ohu naar het lokale ziekenhuis, waar een behandeling geweigerd werd vanwege het ontbreken van een politierapport. Hij overleed onderweg naar een tweede ziekenhuis.